# Біг Волтер Гортон
Біг Во́лтер Го́ртон (англ. Big Walter Horton), також Ше́йкі Го́ртон (англ. Shakey Horton), справжнє ім'я Во́лтер Го́ртон (англ. Walter Horton; 6 квітня 1917, Горн-Лейк, Міссісіпі — 8 грудня 1981, Чикаго, Іллінойс) — американський блюзовий співак, виконавець на губній гармоніці, гітарист. Виступав і записувався з Мадді Вотерсом, Джиммі Роджерсом, Віллі Діксоном, Fleetwood Mac, Джонні Вінтером та іншими.

## Біографія

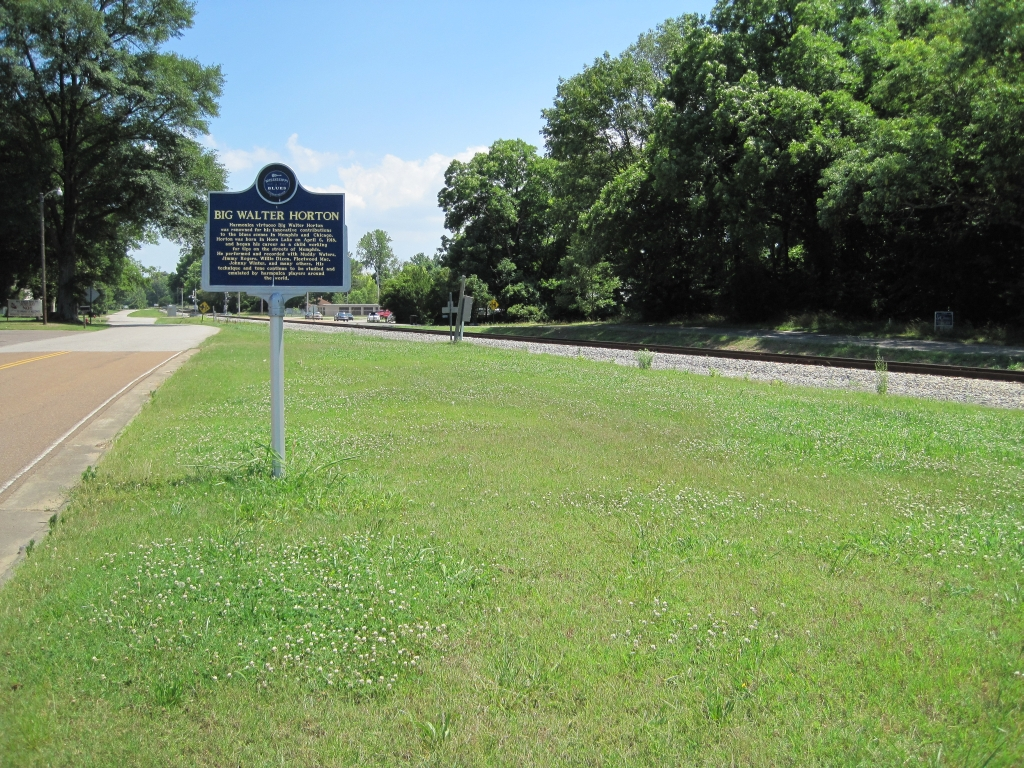
Меморіальна табличка «Міссісіпської стежки блюзу» в Горн-Лейк, Міссісіпі, присвячена Біг Волтеру Гортону

Волтер Гортон народився 6 квітня 1917 року (за іншими даними 1918 або 1921) на плантації у Горн-Лейк, Міссісіпі. Син Емми і Альберта Гортона. У дитинстві його мати переїхала до Мемфіса. У віці 5 років почав грати на губній гармоніці (до цього дув у жерстяні банки, аби створити звуки). Пізніше брав уроки гри на гармоніці у Віллі Шейда і Геммі Ніксона, з якими працював разом. Отримав прізвисько «Шейкі» (від англ. «shakey»), оскільки мав ністагм, через що Хортон залишив школу в першому класі. Мав випадкові заробітки і грав на губній гармоніці з місцевими ветеранами, такими як Джек Келлі, Гарфілд Ейкерс, Літтл Бадді Дойл, а також молодими друзями Джонні Шайнсом, Флойдом Джонсом і Ханібой Едвардсом. Вони виступали у Черч-парку, Генді-парку, вестибюлях готелів та гастролювали у сусідніх штатах: Арканзасі, Міссісіпі, Міссурі і Теннессі.
Наприкінці 1920-х років виступав і записувася з гутом the Memphis Jug Band (1927) і регулярно грав на танцювальних майданчиках та джук-джойнтах у Мемфісі. Гортон переїхав до Чикаго в кінці 1940-х, однак часто повертався у Мемфіс, де робив записи на лейблах Sun і Modern/RPM. У 1951 році Гортон почав записуватися для відомого мемфіського продюсера Сема Філліпса. У 1952 році зробив перший запис на лейблі Філліпса Sun як «Джекі Бой і Літтл Волтер» (Джек Келлі і Гортон). Оскільки Sun ніколи офіційно не видавали записа Гортона і Келлі, інші треки Гортона на студії Філліпса вийшли на лейблах Modern і RPM під псевдонімом «Mumbles». Пізніше Волтер записувався як «Шейкі Гортон» і «Біг Волтер».
У 1953 році у Чикаго Гортон приєднався до гурту Мадді Вотерса. Віллі Діксон, один із провідних продюсерів і авторів пісень Чикаго, почав записувати його на лейблах States, Cobra («Hard Hearted Woman», «Have a Good Time») і Argo. У Чикаго окрім музики, мав й інші роботу. У результаті цього, наступна сесія Гортона як соліста відбулась у 1964 році, коли він записав платівку The Soul of Blues Harmonica на Argo, дочірньому лейблі Chess Records. Гортон працював акомпаніатором на сесіях таких музикантів, як Отіс Раш («My Love Will Never Die»), Джиммі Роджерс («Walking by Myself»), Санніленд Слім («It's You Baby»/«Highway 61»), Лі Джексон («Fishin' In My Pond») та ін.
У 1960-х грав на альбомі Fleetwood Mac Blues Jam in Chicago, акомпанував Віллі Діксону на Columbia і BASF, а також Дж. Б. Гатто, Едді Тейлору, Флойду Джонсу і Джонні Шайнсу на лейблі Testament, Коко Тейлор («I Got What It Takes»/«What Kind of Man Is This») і Хаунд-Дог Тейлору («Watch Out»/«Down Home») на Checker, Джонні Янгу і Біг Мама Торнтон на Arhoolie, Джессі Форчуну на USA, а також зіграв на дебютному однойменному альбомі Джонні Вінтера на Columbia. У 1968 році увійшов до складу гурту Southern Comfort, з яким записав однойменний альбом у Лондоні.
У кінці 1960-х і на початку 1970-х гастролював з гуртом Діксона «Chicago Blues All Stars» у США і Європі. У 1973 році випустив альбом Big Walter Horton with Carey Bell на Alligator за учасні Кері Белла. Після виходу цього альбому Гортон залишив Діксона, аби розпочати сольну кар'єру. Брав участь у багатьох фестивалях, включаючи фестиваль в Енн-Арбор і блюзовий фестиваль в Маямі, джазовому фестивалі Монтеррей і смітсоніському фестивалі американського фольклору. У Чикаго грав зі старими друзями Флойд Джонсом і Плейбой Вінсоном, у відомому клубі B.L.U.E.S.
Помер 8 грудня 1981 року у віці 64 років від серцевої недостатності по приїзді до лікарні Мерсі в Чикаго, Іллінойс. У свідоцтві про смерть також зазначено, що причиною став алкоголізм. Похований на кладовищі Рествейл в Алсіпі, Іллінойс поблизу Чикаго. У 1982 році був посмертно включений до Зали слави блюзу.

## Дискографія

### Альбоми
- The Soul of Blues Harmonica (Argo, 1964)
- Chicago Blues (Arhoolie, 1968) з Джонні Янгом
- Johnny Shines with Big Walter Horton (Testament, 1969) з Джонні Шайнсом
- Southern Comfort (Sire, 1969)
- Loaded with the Blues (MPS, 1969); у складі «Chicago Blues Allstars»
- Big Walter Horton with Carey Bell (Alligator, 1973) з Кері Беллом
- Walter 'Shakey' Horton with Hot Cottage (London, 1974)
- Do Nothing Til You Hear From Us (Magnolia, 1976) з Флойдом Джонсом
- Fine Cuts (Blind Pig, 1978)
- Little Boy Blue (JSP, 1980)

### Сингли
- «Easy» (інстр.)/«Before Long» (Sun, 1953; як Jimmy & Walter) з Джиммі ДеБеррі
- «Hard-Hearted Woman»/«Back Home to Mama» (States, 1954)
- «Have a Good Time»/«Need My Baby» (Cobra, 1956)
- «Good Moanin' Blues»/«Groove Walk» (Argo, 1964)